# L'eroe dei due mondi (film 1994)
L'eroe dei due mondi è un film d'animazione italiano del 1994 diretto da Guido Manuli.

## Trama
Su una barca da pesca si trovano tre uomini vigorosi (un padre e due figli), un ragazzino chiamato Piccolo (figlio e fratello ai precedenti) e un cagnolino di nome Spazzola. L'imbarcazione viene sorpresa da una tempesta e rischia di affondare; avendo notato una luce accesa sulla costa, i pescatori cercano di dirigersi verso quel punto. Piccolo viene però sbalzato fuori bordo e Spazzola si getta tra i flutti nel tentativo di salvare il suo padroncino. I due si risvegliano il giorno dopo su un'isola, buttati a terra dalle onde sani e salvi; non c'è però nessuna traccia degli altri occupanti del naviglio. Piccolo e Spazzola s'incamminano per una regione rocciosa, presi di mira da una capra che non tollera intrusi nel suo territorio ma i cui attentati le si ritorcono contro, e giungono infine in un bellissimo giardino. Piccolo, affamato, si mette a cogliere delle mele da un albero ma viene sorpreso dal proprietario, un vecchio dalla barba e dai capelli bianchi e fluenti, seguito dagli animali con i quali vive: il pappagallo Piemonte, il vecchio cavallo Quarto, il gatto Radetzky e la contrariata capra Caprera, chiamata come l'isola sulla quale si trovano. Avendo saputo del naufragio, l'uomo perdona subito il ladruncolo e l'invita a seguirlo nella sua magione. Piccolo è incuriosito dai tanti cimeli delle guerre risorgimentali; il padrone di casa (nel quale il ragazzino non ha riconosciuto l'eroe dei due mondi) inizia a raccontargli una storia, in cui un'allegoria dell'Italia era contesa tra tanti sovrani prima che Garibaldi prendesse in mano la situazione.
Per ricercare il padre e i fratelli di Piccolo, il vecchio decide di recarsi verso il punto dell'isola più favorevole all'approdo di una barca, e vi s'incammina con Piccolo, Spazzola e gli altri animali domestici. Passano la notte per strada, in un castello diroccato antico covo di pirati; prima di dormire, il padrone dell'isola racconta delle altre storie: prima su come aveva incontrato il pappagallo Piemonte a Rio de Janeiro, poi sulle sue imprese nella guerra d'indipendenza del Rio Grande do Sul, in cui aveva incontrato Anita, la ragazza che sarebbe diventata sua moglie e la compagna di tante battaglie.
La presenza di persone nel castello viene notata da un affamato brigante, accompagnato da un cinghialetto chiamato Sporco, che rapisce Caprera per mangiarsela. L'indomani Spazzola, che ha assistito alla scena, riesce a raccontare a gesti e versi l'accaduto a Piccolo; il vecchio escogita così un piano per salvare Caprera e, palesandosi alla fine al brigante, gli intima di lasciare l'isola al più presto. Tra la legna che questi aveva raccolto per arrostire la capra, Piccolo riconosce del fasciame dell'Albatros, la barca di suo padre; lì vicino si trova la spiaggia dove giace il relitto, ma del padre e dei fratelli del ragazzino non c'è traccia. Piccolo è ormai rassegnato al peggio, ma il vecchio l'invita a non disperare, e gli racconta, come esempio di una situazione tragica che aveva dovuto superare, la disfatta della Repubblica Romana e la successiva fuga nella quale Anita aveva trovato la morte.
La combriccola ritorna alla casa padronale, nella quale ci sono le luci accese e il camino fumante. Inizialmente il proprietario pensa che vi si sia installato il brigante col suo cinghiale, ma Piccolo riconosce invece negli occupanti i suoi famigliari, giunti lì essendosi salvati dal naufragio. Il padre e i fratelli maggiori di Piccolo chiedono a Garibaldi, che a differenza del bambino hanno riconosciuto immediatamente, di raccontare loro l'impresa dei Mille. Quando una nave a vapore viene a visitare l'isola, i pescatori, Piccolo e Spazzola possono tornare a casa, dopo aver salutato un'ultima volta il generale.

## Aspetto tecnico
La maggior parte delle scene sono state animate in modo tradizionale dallo studio Erre Di A 70. Quelle con le riflessioni e i racconti di Garibaldi sono state animate a partire da disegni in pastello da Manfredo Manfredi.

## Distribuzione
Il film è stato distribuito nelle sale italiane a partire dal 23 dicembre 1994.
È uscito in DVD per la Mondo Home Entertainment nel 2001 e nel 2011 assieme al cortometraggio La lunga calza verde, per conto dell'Istituto Luce Cinecittà.

## Riconoscimenti
- Festival internazionale del film d'animazione di Annecy - 1995
  - Candidatura miglior lungometraggio